# Barranco de las Peñitas

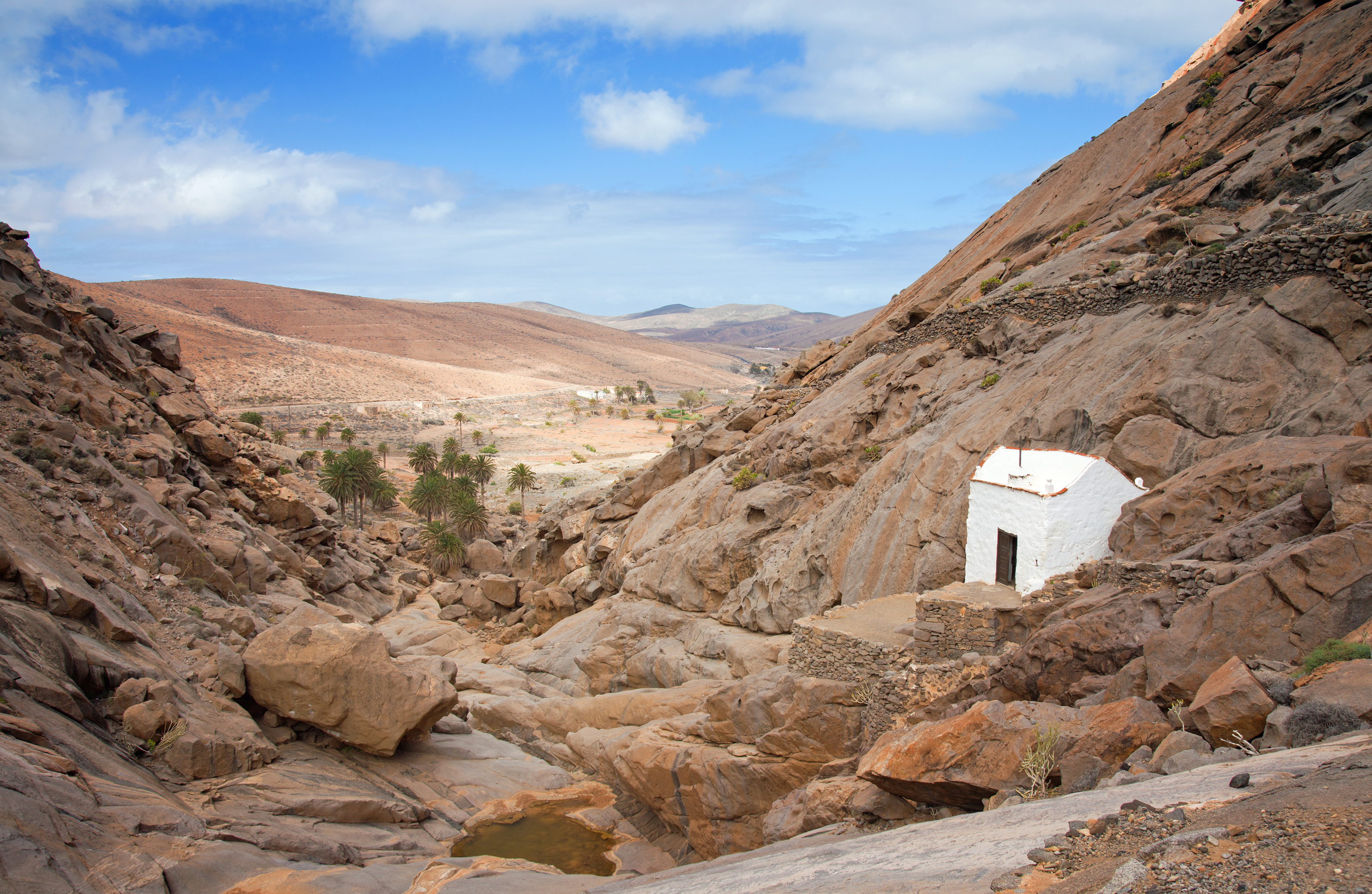
Barranco de las Peñitas mit Ermita

Der  Barranco de las Peñitas ist eine Schlucht im Bergland von Betancuria auf der kanarischen Insel Fuerteventura. Der Weg durch die etwa einen Kilometer lange Schlucht gilt als eine der reizvollsten Wanderungen auf der Insel. Die in der Schlucht gelegene Ermita de Nuestra Señora de la Peña ist jedes Jahr im September Ziel einer großen Wallfahrt.

## Lage

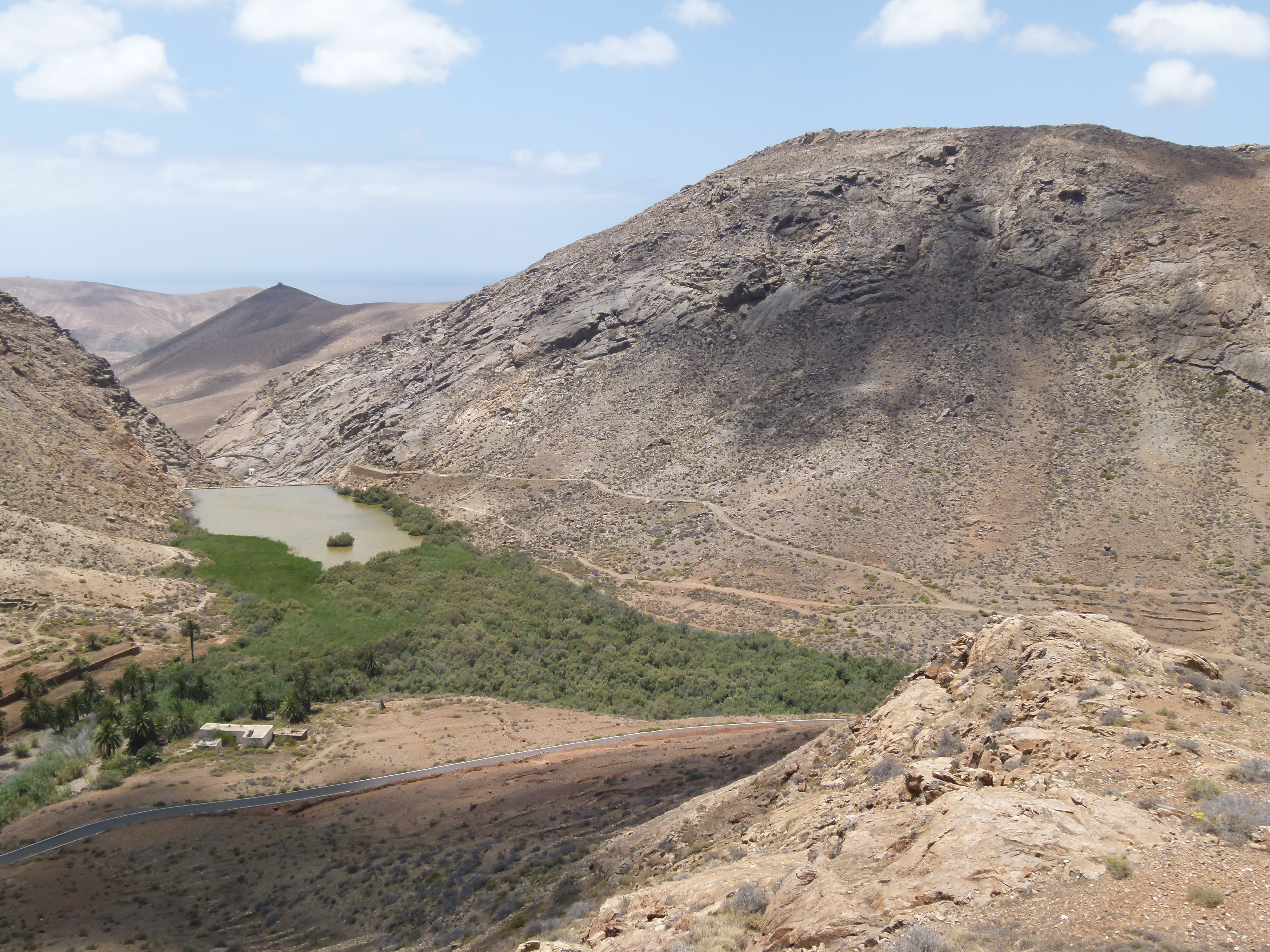
Embalse de las Peñitas

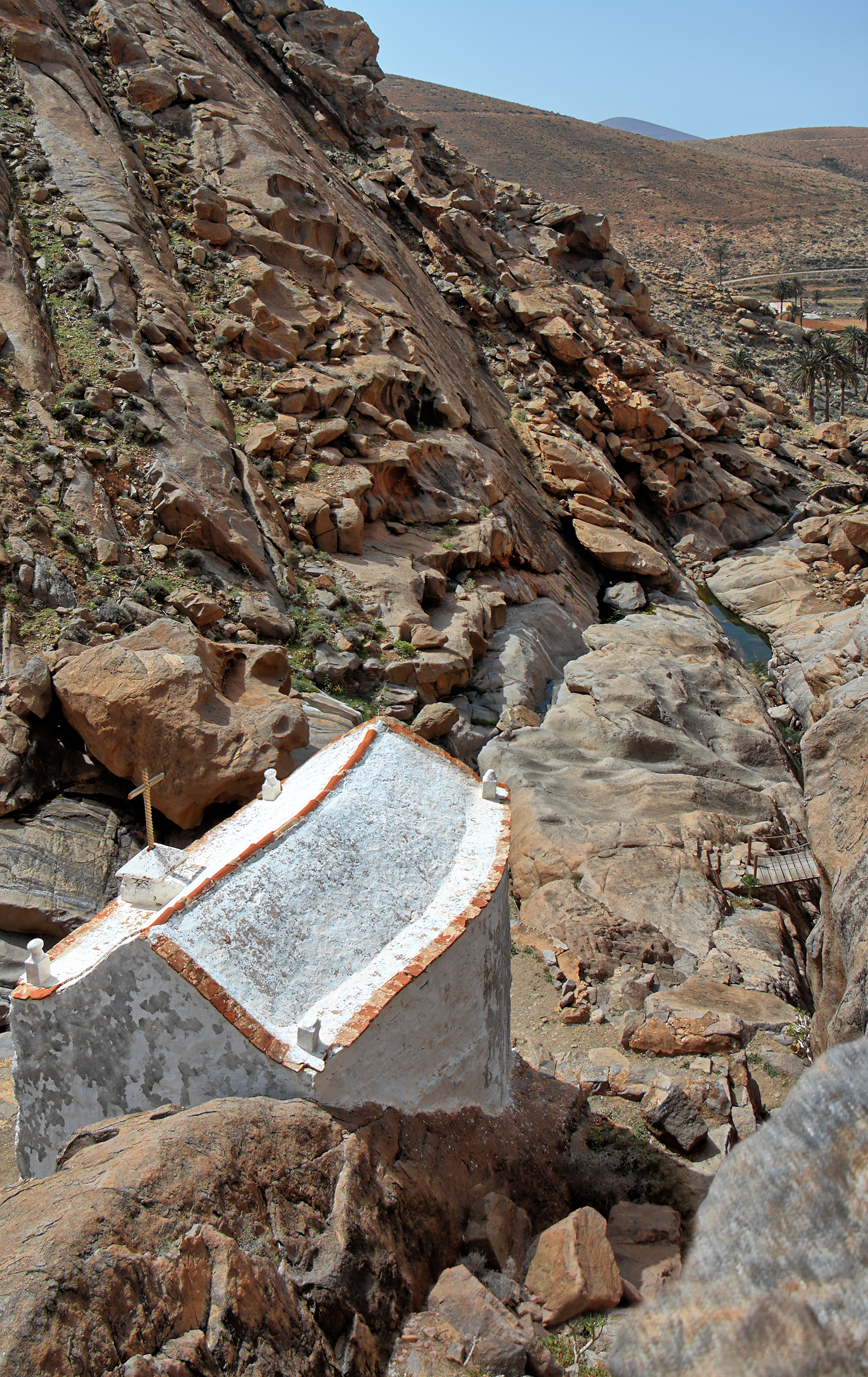
Ermita de Nuestra Señora de la Peña

Die Schlucht liegt etwa zwei Kilometer südwestlich der Fv-30, die Betancuria mit Pájara verbindet. In Vega de Río Palmas zweigt an der Kirche Nuestra Señora de la Peña ein schmales Sträßchen nach Westen ab.

## Wanderweg durch die Schlucht

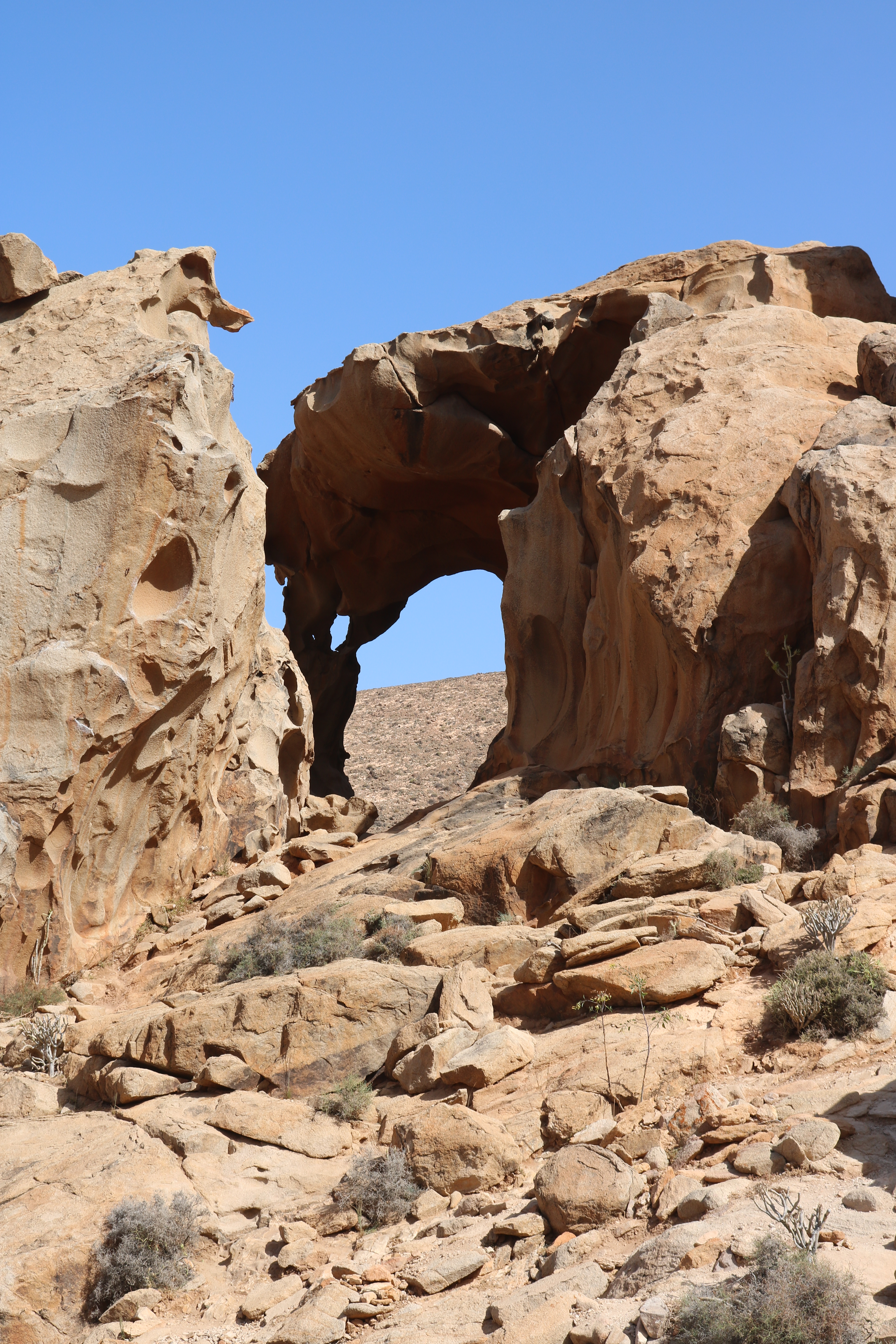
Arco de las Peñitas

Die Schlucht ist von Vega de Río Palmas aus auf einem Wanderweg zugänglich (Ausschilderung Richtung Ajuy). Der Weg führt durch einen Palmenhain zur Embalse de las Peñitas (auch Presa de las Peñitas). Der in den 1940er Jahren angelegte Stausee ist mittlerweile fast völlig verlandet. Von  der Staumauer kann zur Ermita de Nuestra Señora de la Peña abgestiegen werden. Die Felsenkapelle liegt malerisch am rechten Rand der felsigen Schlucht. Der Legende nach soll an dortiger Stelle von einem Franziskanermönch eine Marienfigur gefunden worden sein, woraufhin eine kleine Kapelle errichtet wurde. Jedes Jahr findet am dritten Septemberwochenende eine große Wallfahrt statt, bei der die heute in der Kirche von Vega de Río Palmas aufbewahrte Statue durch die Schlucht in die Felsenkapelle getragen wird.

## Flora und Vegetation
Der Ort Vega de Río Palmas verdankt seinen Namen einem lichten Palmenhain mit Kanarischen Dattelpalmen (Phoenix canariensis). Mangels ausreichender Niederschläge wird ein Teil davon heute künstlich bewässert. Inmitten der ansonsten kargen Region nimmt sich der Hain wie eine Oase aus. Am verlandeten Stausee gibt es einen großen Bestand Kanarischer Tamarisken (Tamarix canariensies). In der Schlucht sieht man vereinzelt den Dillenius-Feigenkaktus (Opuntia dillenii) und die Stechende Binse (Juncus acutus).

## Arco de las Peñitas
Etwas nördlich des Barrancos steht auf einer Anhöhe der Arco de las Peñitas. Während der Wanderweg durch die Schlucht einfach begehbar ist, setzt der Abstecher zu dem Felsentor gute Trittsicherheit voraus. Das etwa acht mal fünf Meter große Tor gehört zu den geologischen Wahrzeichen Fuerteventuras.

## In der Nähe
- Arco del Jurado
- Cuevas de Ajuy